# OK Boomer
Cet article possède un paronyme, voir Boomer.
« OK Boomer » est une expression utilisée pour tourner en dérision les attitudes stéréotypées attribuées à la génération des baby boomers. Elle est en effet employée de manière péjorative pour balayer ou tourner en dérision les jugements perçus comme mesquins, égocentriques, dépassés ou condescendants de la part de personnes nées pendant la période du baby boom. 
Le terme est notamment utilisé pour répliquer à ce qui est perçu comme un refus d'admettre la réalité notamment de la crise environnementale (réchauffement climatique, disparition de la biodiversité, diminution des ressources naturelles, pollutions, etc.) ou de la gravité de celle-ci, une résistance au changement,,, une marginalisation des minorités, une adhésion à une droite identitaire ou une opposition aux idéaux et pratiques des générations montantes,,,,,.

## Origine
« OK Boomer » trouve son origine dans une vidéo où l'on voit un homme âgé non identifié déclarer que les « milléniaux et la génération Z sont atteints du syndrome de Peter Pan, ils refusent de grandir et pensent que les idéaux utopiques qui ont bercé leur jeunesse vont d'une manière ou d'une autre se réaliser à l'âge adulte ». La vidéo a inspiré l'expression « OK Boomer », comme réplique et critique des idéaux des générations précédentes qui ont fortement marqué la politique, l'économie et l'environnement,.

## Diffusion

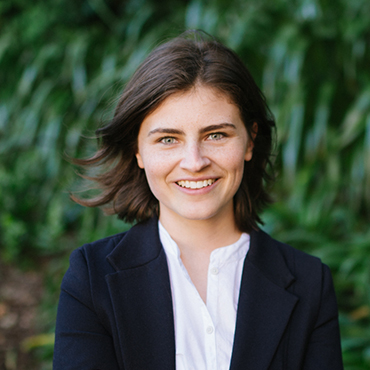
La parlementaire néo-zélandaise Chlöe Swarbrick, qui a utilisé l'expression pour répondre à un collègue plus âgé qui l'invectivait au Parlement.

Il semble que[évasif] le terme soit apparu en 2009 et qu'il ait été employé plus largement dès avril 2018, mais c'est à partir de janvier 2019 qu'il entre dans la culture populaire,.
Début novembre 2019, il attire l'attention des médias et plusieurs articles lui sont consacrés. A cette date, les vidéos associées au mot-clé « #OkBoomer » sur TikTok comptabilisaient 44,6 millions de vues. Et, au 1er novembre 2019, un vêtement dessiné par un étudiant américain et portant la formule avait généré plus de 25 000 $ de ventes.
Le 5 novembre 2019, Chlöe Swarbrick, une parlementaire néo-zélandaise, alors qu'elle intervenait sur le réchauffement climatique, répondit d'un expéditif « OK Boomer » à un collègue plus âgé qui cherchait à la déstabiliser,,. Également, le 8 novembre, Politico jouait avec le mème en intitulant « OK Bloomberg » un article sur la possible candidature de Michael Bloomberg à l'élection présidentielle américaine de 2020.

## Critique
Les réactions sont partagées, allant de « cette détestation est légitime » jusqu'à « ce n'est pas bien de s'en prendre aux baby boomers ». Certains considèrent que la phrase dénote de l'âgisme,,,,. Bob Lonsberry, animateur radio classé à droite, qualifie même boomer de « N word du racisme anti-vieux »,, alors que William Shatner la considère comme une « insulte infantile ». Dans le Guardian, Bhaskar Sunkara critique le mème en indiquant que la génération des boomers a besoin de solidarité, nombre d'entre eux éprouvant de grandes difficultés économiques. La plupart des Américains approchant les 65 ans disposent de moins de 25 000 $ d'économies.
Cependant, « le terme n'est pas exclusivement adressé à des personnes plus âgées. Les jeunes l'utilisent souvent à propos d'autres jeunes s'ils pensent qu'une personne de leur âge est fermée d'esprit ou dit quelque chose qui semble sortir de la bouche d'une génération plus ancienne ». Ainsi, l'usage de l'expression n'est pas forcément liée à une différence d’âge, elle peut aussi être mobilisée pour marquer une opposition à ce que les générations X, Y et Z considèrent comme un immobilisme méprisant, tel que celui exprimé à l'encontre de Greta Thunberg par exemple,,.

## Traduction française
En 2019, plusieurs traductions ont émergé : « D'accord, dinosaure », « Mais oui, papi », « Si tu veux, petit vieux », « Plaît-il, fossile », « D'acc réac », « Ta gueule, l'aïeul », « OK vieux con »,« Compris, l'débris », « sans doutes, vieille croûte » ; voire une traduction en latin : « Ita est senex ».